# Julien Lizeroux
Julien Lizeroux, né le 5 septembre 1979 à Moûtiers en Savoie, est un skieur alpin français, vice-champion du monde de slalom et de combiné en 2009 à Val d'Isère. Élément moteur de l'équipe de France de ski alpin des années 2000 aux côtés de Jean-Baptiste Grange, il s'est également illustré en Coupe du monde où il a remporté trois victoires à Kitzbühel, Kranjska Gora et Adelboden entre 2009 et 2010. Il termine second de la Coupe du monde de slalom en 2010, à 22 points de Reinfried Herbst. Il prend sa retraite sportive le 26  janvier 2021 à 41 ans, en disputant le dernier slalom de sa carrière à Schladming après 173 départs en Coupe du monde depuis janvier 2000. 

## Biographie

### Débuts prometteurs
Fils d'un guide de haute montagne et d'une monitrice de ski, Julien Lizeroux commence le ski
très tôt. À 7 ans, le Savoyard obtient sa première licence au club de La Plagne avec lequel il est toujours associé aujourd'hui. Lizeroux fait sa première apparition en équipe de France lors d'une étape de coupe d'Europe organisée à Val d'Isère en janvier 1997. Quelque temps plus tard, il se distingue en devenant vice-champion de France de slalom. Il s'empare de ce titre junior l'année suivante avant de participer aux Mondiaux juniors 1998 de Megève (son meilleur résultat est une dixième place obtenue sur le slalom) puis aux Mondiaux juniors 1999 à Pra Loup (huitième en slalom). Il s'installe durablement dans la sélection française en participant à la saison 1999-2000 de coupe d'Europe. Terminant par deux fois au pied du podium, le skieur obtient le droit de participer à sa première épreuve de coupe du monde. Il concourt en effet à deux slaloms de coupe du monde début 2000 sur les pistes de Kitzbühel (Autriche) et de Todtnau (Allemagne). Auteur d'un premier podium en coupe d'Europe, il refait quelques apparitions avant la fin de la saison qu'il conclut par un titre de vice-champion de France senior.
En janvier 2001, Julien Lizeroux marque ses premiers points en coupe du monde grâce à une 20e place obtenue lors du slalom de Wengen puis décroche son premier top-10 en terminant 8e de l'épreuve de Shigakogen (Japon). Entretemps, le Français participait à ses premiers championnats du monde sans s'illustrer outre mesure (25e place sur le slalom).

### 2001-2005: Premières blessures et années de galère
Blessé dès le slalom d'ouverture de la saison 2001-2002 à Aspen en novembre 2001, le skieur doit renoncer au haut niveau pendant une année entière (il effectue son retour à Park City en novembre 2002). Dès lors, il ne marque aucun point pendant deux saisons entières avant de retrouver son niveau lors de la saison 2004-2005 de coupe d'Europe (il monte sur un podium et obtient plusieurs top 10). Cependant, il est de nouveau écarté du circuit international en se blessant lors d'un slalom de coupe du monde organisé à Chamonix.

### 2005-2008: Retour et ascension régulière parmi les meilleurs
Après une saison 2005-2006 moyenne, le skieur français se distingue au plus haut niveau à partir de la fin de l'année 2006. Enchaînant plusieurs victoires et podiums en coupe d'Europe, il s'illustre en coupe du monde où il obtient une 6e place à Alta Badia ainsi que dans la foulée une 12e place à Adelboden malgré des dossards élevés. Deuxième du classement final de la coupe d'Europe de slalom, il termine la saison au 24e rang mondial. Et décroche en outre une 14e place lors des Mondiaux 2007 organisés à Åre.
Terminant dans les dix premiers de 10 slaloms sur 11 lors de la saison 2007-2008, le Français gagne sa place parmi les quinze meilleurs spécialistes mondiaux du slalom (ce qui lui permet de skier dans de meilleures conditions). Ainsi, en janvier 2008, Lizeroux signe le troisième temps à l'issue de la première manche du slalom sur la fameuse Streif de Kitzbühel. Bien que reculant d'une place lors du second tracé au profit de l'Autrichien Mario Matt, il réalise son meilleur résultat en carrière dans une course dominée par un autre Français, Jean-Baptiste Grange. Il termine la saison au 6e rang du classement du slalom malgré le fait qu'il n'ait aucun podium à son actif (le seul membre du top 10 dans ce cas).

### 2008-2010: Double vice champion du monde et candidat sérieux au globe du slalom
La première partie de la saison 2008-2009 est plutôt mitigée pour Lizeroux dont la préparation est axée sur les championnats du monde à domicile. C'est en fait le 25 janvier 2009 que Lizeroux franchit le cap décisif dans sa carrière, en remportant la première victoire de sa carrière en coupe du monde lors du slalom de Kitzbühel se disputant pour la première fois depuis 3 ans et la victoire de Jean-Pierre Vidal sur la mythique Ganslern. Septième de la première manche, le français décide de prendre tous les risques et remporte la course devant son compatriote Jean-Baptiste Grange et l'Italien Patrick Thaler. Lors des championnats du monde à Val d'Isère que Lizeroux aborde en pleine confiance parmi les principaux outsiders du slalom disputé sur la très sélective face de Bellevarde, il prend tout d'abord au terme d'une grosse remontée (26e) la médaille d'argent en super-combiné, 9 dixièmes derrière le champion du monde Aksel Lund Svindal ce qui est son premier podium dans cette discipline. Puis le dernier jour de compétition, dans une ambiance surchauffée, le Français, malgré une grosse faute sur le haut du second tracé, s'empare de la médaille d'argent du slalom à 31 centièmes de l'autrichien Manfred Pranger. Lizeroux galvanisé par cet exploit finit la saison sur les chapeaux de roues en reprenant la compétition par un podium en terminant 2e du super combiné de Sestrière derrière Romed Baumann. Il remporte la semaine suivante son 2e succès en coupe du monde lors du slalom de Kranjska Gora devant Giuliano Razzoli et son grand ami Felix Neureuther. Il conclut sa saison par un nouveau podium obtenant la 2e place du slalom des finales à Åre derrière Mario Matt et accompagné sur le podium par son compatriote vainqueur du classement du slalom le même jour Jean-Baptiste Grange. Lizeroux termine la saison au 3e rang du classement du slalom.
La saison saison 2009-2010 sera un grand cru pour Julien Lizeroux. Ne quittant pas une seule fois le top 10 en slalom il luttera jusqu'au bout avec l'autrichien Reinfried Herbst pour le globe de cristal de la discipline. Il atteint quatre nouveaux podiums en coupe du monde (3e à Zagreb derrière les italiens Razzoli et Moelgg, 2e à Kitzbühel derrière Neureuther) dont une victoire à Adelboden au terme d'une seconde manche qui restera à jamais dans les mémoires. À l'issue du slalom de Kitzbühel, il prend la tête de la coupe du monde de slalom. Toutefois il perd son dossard rouge dès le slalom suivant à Schladming. Reinfried Herbst beaucoup moins régulier que le français marque beaucoup plus de gros points et remporte finalement le globe de cristal du slalom avec seulement 20 points d'avance sur Lizeroux. Autre satisfaction pour Lizeroux qui termine pour la première fois dans le top 10 du classement général à la 9e place.
Lors de cette saison il prend aussi part à ses premiers jeux olympiques à Vancouver au cours desquels il s'élance en favori du slalom mais aussi du combiné. Mais ne parvenant pas à s'adapter à la neige très molle ainsi qu'au profil trop régulier et peu pentu de la piste de Whistler Lizeroux décevra ne terminant que 19e du combiné et 9e du slalom.

### 2010-2011: Tiraillé par les douleurs
Lizeroux aborde la saison 2010-2011 avec l'ambition d'être le premier champion du monde français depuis Michel Vion en 28 ans auparavant mais le skieur français souvent blessé par le passé est aussi tiraillé par une douleur lancinante au genou gauche qui tend vers une détérioration. Il commence la saison par un top 10 à Levi qui marque la reprise gagnante de son coéquipier Jean-Baptiste Grange. Le 2 janvier 2011, il participe au slalom parallèle de Munich qu'il termine à la 2e place battu par Ivica Kostelić en finale. Dans la foulée très bon 7e du slalom de Zagreb le français pourtant se ressent encore de cette fameuse douleur qui devient de plus en plus grande au fil des manches. Ne pouvant plus prétendre à la prise de départs à un tel niveau de compétition comme en témoigne sa manche de Kitzbühel à plus de 4 secondes d'Ivica Kostelić, Julien Lizeroux décide la mort dans l'âme et en larmes à la veille des championnats du monde de mettre un terme à sa saison pour commencer un protocole de soin des graves lésions ligamentaires de son genou. Il est remplacé par le champion du monde junior Alexis Pinturault tout juste 19 ans qui s'en tire avec les honneurs d'un slalom remporté par son complice Jean-Baptiste Grange. Premier titre mondial français depuis 28 ans auquel Lizeroux assiste heureux au bas de la piste.

### 2011-2013: 2 ans de rééducation
Lizeroux se fait finalement opérer du genou à la fin de la saison et caresse pendant 2 ans d'une rééducation longue et extrêmement difficile l'espoir de revenir et de skier à nouveau un jour. Espoir qui prend doucement forme depuis novembre 2012 quand le Plagnard rechausse les skis pour une séance de ski libre libératrice.

### 2013-2014: Le retour
Le 17 novembre 2013, Julien Lizeroux est à nouveau au départ d'une coupe du monde lors du slalom de Levi en Finlande. Il s'élance avec le dossard 63 et parvient à se qualifier en seconde manche. Il finira 17e réalisant ainsi une performance très impressionnante. A Val d'Isère, le 15 décembre 2013, il n'arrive pas à passer en seconde manche, n'étant pas dans les 30 premiers de la première manche. C'est à Valmeinier, lors d'une Fis Race organisée le 28 décembre 2013 qu'il gagne pour la première fois depuis son retour. Le 4 janvier 2014, il récidive sur la piste des Planards à Chamonix lors d'une coupe d'Europe de slalom. 
Le 11 janvier 2013, il signe à Adelboden son premier top 10 depuis son retour. Sa régularité lui permet de réintégrer le top 22 WCSL le 17 janvier à l'issue du slalom de Wengen.

### 2021: retraite sportive
Le 25 janvier 2021, après vingt-et-une années sur le circuit mondial, et sept slaloms d'affilée sans réussir à se qualifier pour la deuxième manche, Julien Lizeroux annonce à l'âge de 41 ans sur les réseaux sociaux qu'il dispute son ultime course, le lendemain, lors du slalom de Schladming (Autriche). Cette annonce se fait à travers une vidéo baptisée The End (avec la chanson des Doors en fond sonore), où on le voit disputer le slalom nocturne de Schladming, disparaitre dans l'aire d'arrivée, réapparaitre sur son canapé en tenue de ski, passer en tenue civile d'un claquement de doigts, puis faire apparaitre d'un autre claquement de doigts sa compagne Tessa Worley à ses côtés. Le couple regarde alors la vidéo de sa course à Schladming...  Au cours de sa carrière, il remporte la médaille d'argent du slalom et du combiné lors des Championnats du monde 2009. Par ailleurs, il s'impose trois fois - en slalom uniquement, monte à neuf reprises sur un podium et termine 2e (en 2010) du classement de slalom en Coupe du monde.

## Vie privée
Il vit en couple avec la skieuse française Tessa Worley. Le jour de sa retraite, cette dernière s'impose dans le slalom géant de Plan de Corones/Kronplatz, et s'approchant de la caméra dans l'aire d'arrivée, elle dit "Bravo Chéri !" en pensant à son compagnon qui va courir le soir même à Schladming pour son 173e et dernier départ en Coupe du monde.

## Palmarès

### Jeux olympiques d'hiver
| Épreuve / Édition | Vancouver 2010 | Sotchi 2014 | Pyeongchang 2018 |
| Super combiné     | 18e            | -           | -                |
| Slalom            | 9e             | 15e         | -                |
| Par équipes       |                |             | 4e               |

### Championnats du monde
| Épreuve / Édition | Åre 2007 | Val d'Isère 2009 | Vail - Beaver Creek 2015 | Saint-Moritz 2017 | Åre 2019 |
| Super Combiné     | -        | Argent           | -                        | -                 | -        |
| Slalom            | 14e      | Argent           | 22e                      |                   | DSQ      |
| Par équipes       | -        | -                | -                        | Or                | 5e       |

### Coupe du monde
- Meilleur classement général : 9e en 2010.
- Meilleur classement général de slalom : 2e en 2010.
- 9 podiums dont 3 victoires (en slalom).
- 2 podiums par équipes.

#### Différents classements en Coupe du monde
| Année/Classement | Général | Général | Descente | Descente | Slalom | Slalom | Slalom géant | Slalom géant | Super G | Super G | Combiné | Combiné |
| ---------------- | ------- | ------- | -------- | -------- | ------ | ------ | ------------ | ------------ | ------- | ------- | ------- | ------- |
| Année/Classement | Class.  | Points  | Class.   | Points   | Class. | Points | Class.       | Points       | Class.  | Points  | Class.  | Points  |
| 2001             | 78e     | 59      | -        | -        | 28e    | 59     | -            | -            | -       | -       | -       | -       |
| 2007             | 74e     | 89      | -        | -        | 24e    | 89     | -            | -            | -       | -       | -       | -       |
| 2008             | 17e     | 479     | -        | -        | 6e     | 389    | 60e          | 0            | -       | -       | 11e     | 90      |
| 2009             | 13e     | 558     | -        | -        | 3e     | 419    | 53e          | 0            | -       | -       | 7e      | 139     |
| 2010             | 9e      | 614     | -        | -        | 2e     | 512    | 38e          | 14           | -       | -       | 10e     | 88      |
| 2011             | 56e     | 142     | -        | -        | 30e    | 62     | -            | -            | -       | -       | -       | -       |
| 2014             | 96e     | 34      | -        | -        | 36e    | 34     | -            | -            | -       | -       | -       | -       |
| 2015             | 48e     | 157     | -        | -        | 15e    | 157    | -            | -            | -       | -       | -       | -       |
| 2016             | 35e     | 272     | -        | -        | 9e     | 272    | -            | -            | -       | -       | -       | -       |
| 2017             | 38e     | 233     | -        | -        | 13e    | 233    | -            | -            | -       | -       | -       | -       |
| 2018             | 59e     | 104     | -        | -        | 24e    | 104    | -            | -            | -       | -       | -       | -       |
| 2019             | 69e     | 91      | -        | -        | 24e    | 91     | -            | -            | -       | -       | -       | -       |

#### Détail des victoires
| Édition / Épreuve | Slalom                  | Total |
| 2009              | Kitzbühel Kranjska Gora | 2     |
| 2010              | Adelboden               | 1     |
| Total             | 3                       | 3     |

#### Performances générales en Coupe du monde (depuis le 23/01/2000)
| Résultat  | Descente | Super G | Slalom géant | Slalom | Combiné | Total |
| 1re place | 0        | 0       | 0            | 3      | 0       | 3     |
| 2e place  | 0        | 0       | 0            | 3      | 1       | 4     |
| 3e place  | 0        | 0       | 0            | 2      | 0       | 2     |
| Top 10    | 0        | 0       | 0            | 46     | 6       | 52    |
| Départs   | 1        | 1       | 9            | 115    | 1       | 137   |

### Coupe d'Europe
- 3 victoires en slalom.

### Championnats de France
- Champion de France de slalom en 2008.
- Vice-champion de France de slalom en 2000, 2009, 2014 et 2019 - 3ème en 2001 et 2006.
- Champion de France du combiné en 2000, 3ème en 2007.
- Champion de France de ski indoor en 2007.